# De-Ruyter-Stein

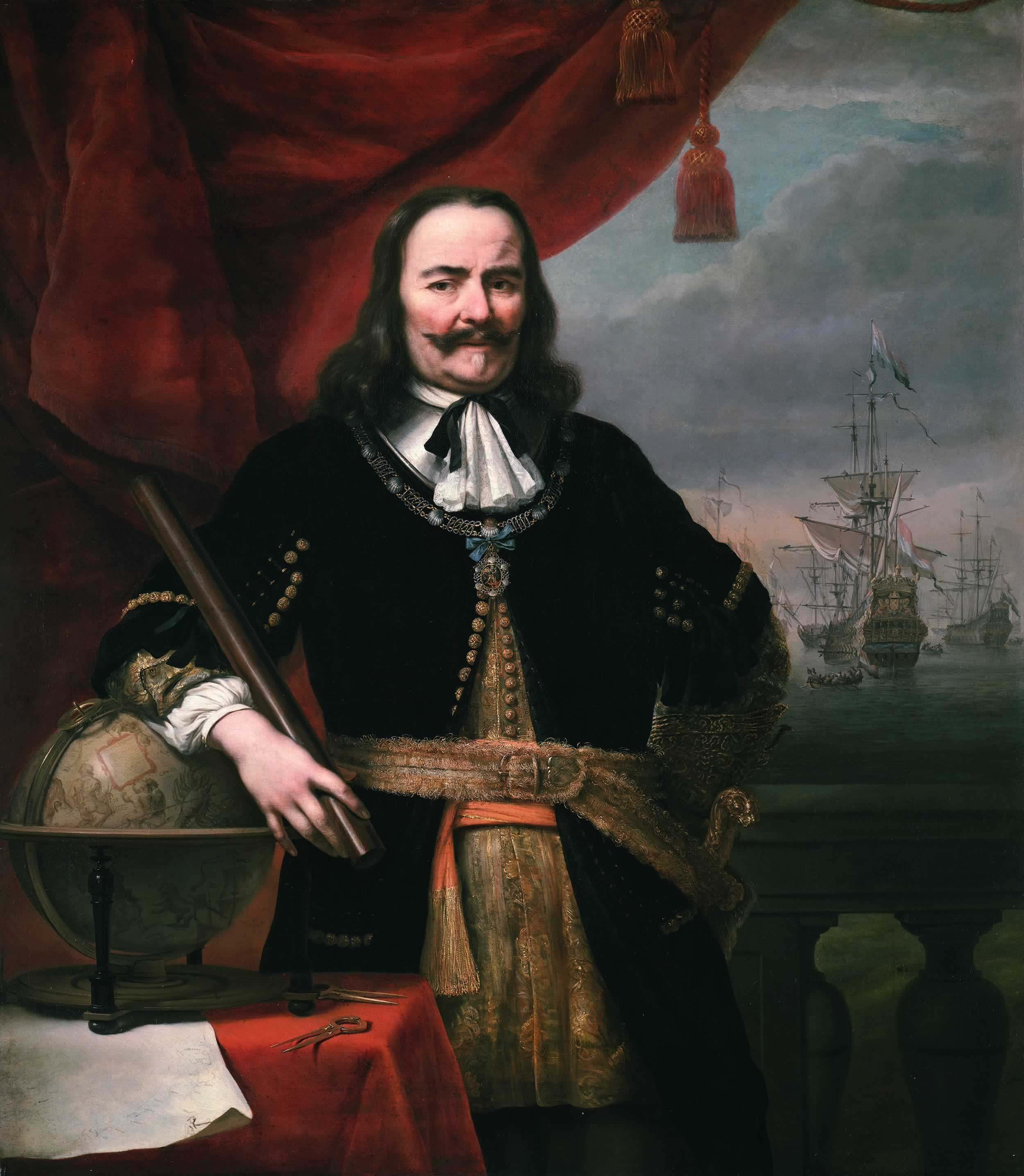
Michiel de Ruyter

Der De-Ruyter-Stein (englisch De Ruyter Stone) ist ein mit einer Inschrift versehener Syenit-Fels in Freetown in Sierra Leone und das älteste Nationaldenkmal des Landes.
Im Zuge des zweiten Englisch-Niederländischen Kriegs segelte Admiral Michiel de Ruyter 1664 nach Sierra Leone, um dort englische Siedlungen anzugreifen. Nachdem er Bunce Island und Tasso Island geplündert hatte, legte er an einer günstigen Anlegestelle am Festland an, an der später die Stadt Freetown errichtet wurde. An einem Fels am Ufer des Peter’s Brook ließ er sich und seinen Vizeadmiral inschriftlich verewigen, die Inschrift lautet:

„M.A. RUITER I. C. MEPPEI
VICE ADMIRALEN
VAN HOLLANT
EN WESTFRIES
LANT A.D. 1664“

Der Stein wurde mehrfach in Berichten von frühen Afrikareisenden erwähnt, da er mit der Zeit mit Schlamm bedeckt wurde, konnte er erst 1923 wiedergefunden werden, als Peter’s Brook für eine neue Markthalle umgeleitet wurde. Der Stein wurde zum Schutz vor Vandalismus und Verwitterung wieder mit Erde bedeckt und liegt seitdem unterhalb des King Jimmy Market in der Nähe des Connaught-Krankenhauses vergraben. Seit 1948 steht er auf Grundlage des Monuments and Relics Ordinance of 1 June 1947 unter Schutz. In den 1960er Jahren wurde ein Gipsabdruck des Steins angefertigt, der sich seitdem im Sierra Leone National Museum befindet. Etwa alle zehn Jahre wird der Stein ausgegraben und begutachtet, er soll erst dann geborgen werden, wenn die finanziellen Mittel des Landes es erlauben, dass seine dauerhafte und sichere Unterbringung gewährleistet werden kann.